# Montivernage
Montivernage – miejscowość i gmina we Francji, w regionie Burgundia-Franche-Comté, w departamencie Doubs.
Według danych na rok 1990 gminę zamieszkiwało 38 osób, a gęstość zaludnienia wynosiła 11 osób/km² (wśród 1786 gmin Franche-Comté Montivernage plasuje się na 705. miejscu pod względem liczby ludności, natomiast pod względem powierzchni na miejscu 926.).